# Proof
Дешо́н Дюпри́ Хо́лтон (англ. DeShaun Dupree Holton; 2 октября 1973, Детройт, Мичиган, США — 11 апреля 2006, там же), более известный под псевдонимом Proof (рус. Пруф) — американский рэпер, автор песен, продюсер и актёр. За время своей карьеры он был участником таких групп как: Goon Squad, 5 Elementz, Promatic и D12. Также являлся владельцем звукозаписывающего лейбла Irоn Fist.

## Биография
В раннем возрасте в тот же район Детройта, где жил Proof, переезжает Eminem. С тех пор они стали лучшими друзьями. Proof помогал ему записывать альбомы и проводить концерты.
Proof — победитель соревнования по фристайлу 1999 года.

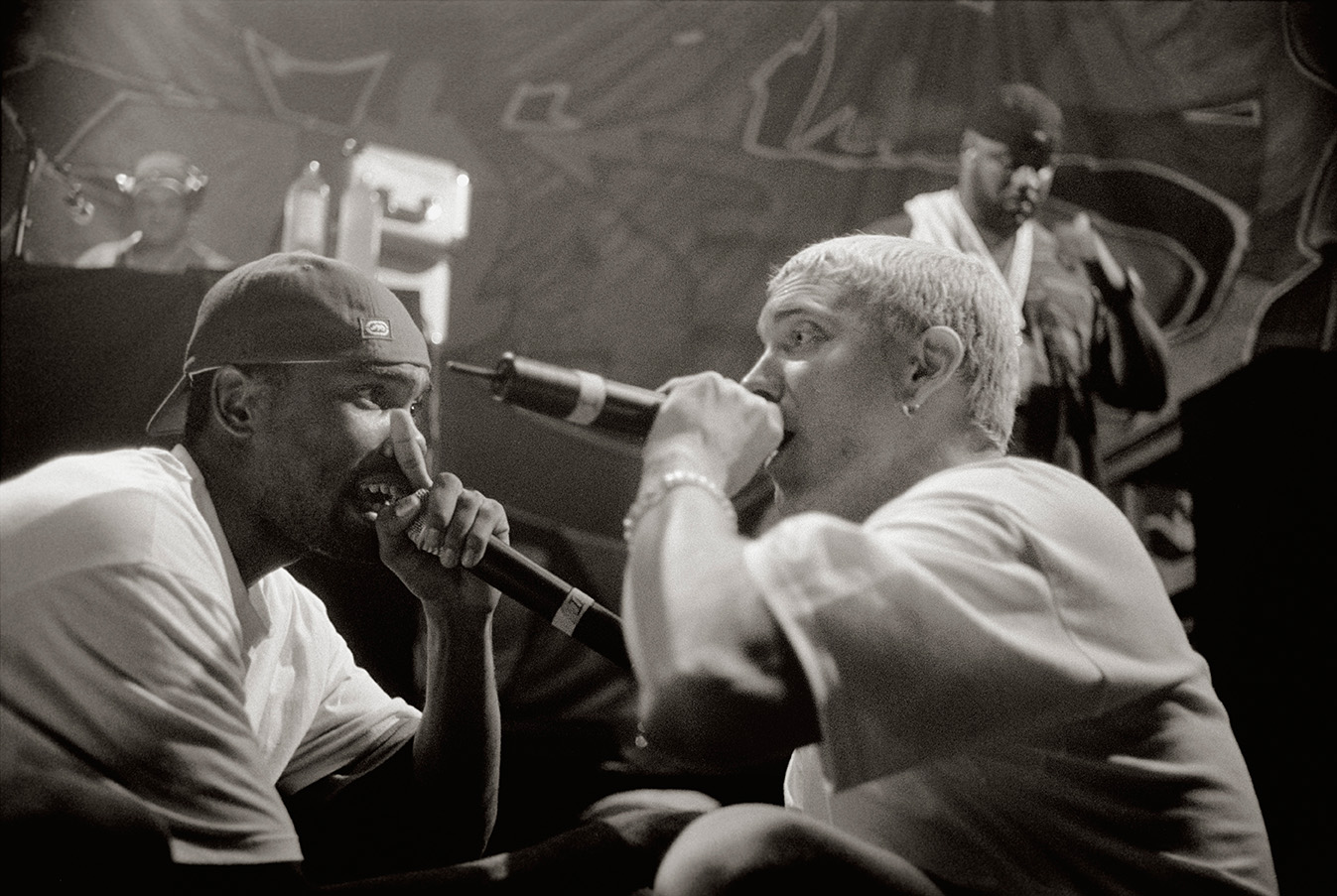
Proof и Eminem в 1999 году

### Основание D12
Именно ему приписывают идею создания коалиции детройтских MC. После недолгих раздумий о численном составе остановились на цифре 12. Название подобрали в соответствии с концепцией: D12, что означает «Dirty Dozen» (с англ. — «грязная дюжина»).
Однако во всём Детройте удалось собрать только шесть достаточно «грязных» рэперов. На тот момент это были Eminem, Proof, Eyе-Kyu, Fuzz, Bugz, и Bizarre.
Вскоре было принято решение, что каждому рэперу нужно обзавестись alter ego, воплощением всех его скверных привычек и неприличных желаний. В итоге такой вариант «дважды шесть» давал нужное число — 12. Когда Eminem получил мировую известность, он стал продвигать D12, подписав группу на свой лейбл Shady Records. Задолго до этого между участниками коллектива было решено: кто первый выйдет в люди, тот потянет за собой остальных. Тогда никто не думал, что это будет Eminem, все предполагали, что первым станет Proof.

### Iron Fist Records
В 2005 Proof рискнул создать собственный лейбл под названием Irоn Fist и выпустить на нём свой второй студийный альбом — Searching for Jerry Garcia. В записи этого альбома участвовали такие рэперы, как Method Man, Nate Dogg, 50 Cent, Оби Трайс, MC Breed и группа D12. Proof назвал альбом в честь участника группы Grateful Dead — Джерри Гарсия. Альбом занял 65-е место в чарте Billboard 200.

### Гибель
Proof был убит 11 апреля 2006 года четырьмя выстрелами в голову и грудь из пистолета вышибалой Марио Этериджем в клубе «CCC Club» на шоссе «8 миля» в Детройте после того, как тот выстрелом в голову убил кузена Марио, Кита Бендера-младшего. 19 апреля в Часовне Братства в Детройте состоялись его похороны, которые посетили множество рэперов.
Памяти убитого друга Eminem посвятил свои два студийных альбома Relapse (2009) и Recovery (2010). Также он часто упоминается в альбоме Revival (2017). В этих альбомах Proof был упомянут на следующих песнях: «Deja Vu», «Beautiful», «Elevator», «Cinderella Man», «Going Through Changes», «You’re Never Over», «Walk on Water», «Arose», «Believe».

## Участие в фильмах
Proof — единственный участник группы D12, снявшийся в фильме «Восьмая миля», в котором главную роль («Кролика») исполнил Эминем. Proof сыграл в нём рэпера с псевдонимом Lil’ Tic, который в начале фильма побеждает во фристайл-битве «Кролика», а в конце с улыбкой смотрит, как тот становится победителем соревнования.

## Личная жизнь
У Proof’а осталась большая семья: отец McKinley, жена Sharonda, сыновья DeShaun Rice, Nasaan и Elijha Abel, дочери Katieva Walker, и Nyeem (мать Sherallene скончалась 25 сентября 2015 года).

## Дискография

### Сольные альбомы
- I Miss the Hip Hop Shop (2004)
- Searching for Jerry Garcia (2005)

### В составе группы D12
- Devil’s Night (2001)
- D12 World (2004)

### Микстейпы
- 23 Days Of Hell (I Killed Spiderman) (2002)
- DJ Butter Presents Proof of D12: Make My Day (2003)
- DJ Exclusive Presents … Luthaism (2004)
- Grown Man Sh!t Mixtape (2005)
- Hand2Hand: The Official Mixtape Instruction Manual (2006)
- LivNProof Mixtape: 2300 Milez Between Seattle & Detroit (With Livio) (2006)
- The Mayor of Detroit (2008)
- Time A Tell (2010)